# رابین درایسدیل
رابین درایسدیل (انگلیسی: Robin Drysdale؛ زاده ۱۸ سپتامبر ۱۹۵۲) تنیس‌باز بازنشسته اهل بریتانیا است.